# Calanopia kideysi
Calanopia kideysi is een eenoogkreeftjessoort uit de familie van de Pontellidae. De wetenschappelijke naam van de soort is voor het eerst geldig gepubliceerd in 2002 door Uysal & Shmeleva.